# Euroforum
Euroforum o también Centro Europeo para el Desarrollo de la Empresa es una institución española de formación permanente de alta dirección y foro de encuentros. Responsable de convenciones y congresos, fue sede de importantes encuentros en las décadas de 1970, 1980 y 1990. Actuó como un think tank y fue responsable de diversas publicaciones y estudios hasta 1997.

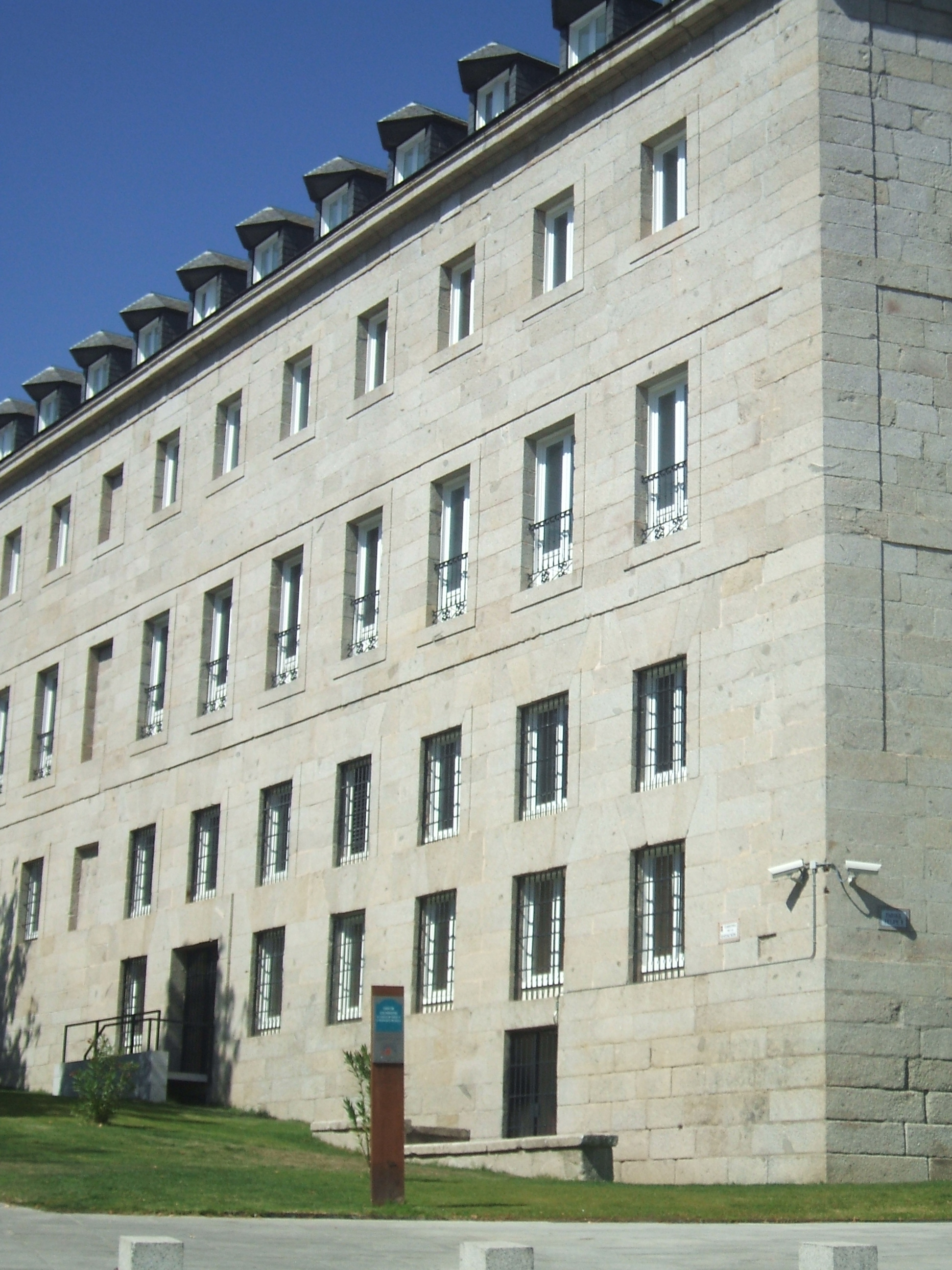
Casa de los Infantes, sede de Euroforum Infantes en San Lorenzo de El Escorial (Madrid)

Desde 1997, sufrió varios cambios y reordenaciones accionariales con cambios en la dirección. Tras su última reestructuración funciona como una empresa privada de convenciones, campus y congresos para empresas, propiedad de la familia Güt.

## Primera Etapa

### Fundación y papel en la transición española
Fundada en 1975 por Manuel Rodríguez Casanueva con un capital de 1 millón de pesetas y el propósito de convertirse "en un centro innovador en el campo de la formación permanente y residencial, así como un punto de encuentro que propiciara debate y difusión de conocimiento en la sociedad española".
Fue un influyente lugar de confluencia y debate sobre las tendencias, propuestas y aportaciones de los distintos sectores socioeconómicos y políticos, con un carácter pionero en los complejos inicios de la transición a la democracia. En el complejo marco histórico de retorno a la democracia en el que se encontraba España, Euroforum contribuyó, entre otras cosas, a que los empresarios adquiriesen conciencia de que el futuro de la empresa también está abocado a un cambio sustancial. Articuló para ello soluciones de formación permanente para la alta dirección, al tiempo que avanzaba en la convocatoria y celebración de reuniones y encuentros con personalidades europeas con políticos, sindicatos, empresarios y académicos. En varios de ellos se avanzó en la formulación de propuestas orientadas a fomentar el pacto social, reuniendo a significados representantes de la comunidad empresarial con líderes sindicales que estaban en puertas de su legalización. Fue concretamente los días 11 y 12 de mayo de 1976 cuando sindicalistas y empresarios se sentaron juntos y debatieron públicamente en el Palacio de Congresos de Madrid.
Sucesivos encuentros entre distintos sectores de la sociedad son la base sobre la que se consolida Euroforum: el primero, en marzo de 1976, reúne a Sicco Mansholt conocido como Mister Europa con personalidades como Francisco Fernández Ordóñez, Ramón Tamames, Nemesio Fernández Cuesta y Olivier Giscard d'Estaing, así como el profesor Grassini representando sectores de las sociedades europea y española. Sicco Mansholt afirmó en esa oportunidad que «Una España no integrada es para todos una España inquietante. Europa es un edificio incompleto, entre otras cosas, porque le falta España»
Importantes fueron los encuentros sobre banca, fondos de pensiones, etc., que trajeron a España personalidades de relieve mundial como Harold Wilson, para hablar del pacto social; Paul Volcker, recién salido de la Reserva Federal; o el presidente George Herbert Walker Bush para hablar de geopolítica mundial.
Durante los 22 años (hasta 1997) de esta primera en que Manuel Rodríguez Casanueva fue su presidente, Euroforum se convirtió en la referencia española de centros similares por todo el mundo, con acuerdos de colaboración con entidades como INSEAD (Fontaineblau), con el que suscribe un acuerdo de colaboración y aval a los programas impartidos.

### Ampliación
En el campo de la formación permanente y residencial de directivos, Euroforum fue incrementando su presencia en el ámbito empresarial, al tiempo que avanzaba hacia la creación de sedes permanentes dotadas de las instalaciones y los servicios específicos propios de su actividad. Así, tras varios años de ubicar sus cursos en el Parador de Sigüenza y el Centro Fuente Pizarro de Collado-Villalba, decide asentar una sede de uso exclusivo y permanente en las cercanías de Madrid. La elección recae en San Lorenzo de El Escorial y un antiguo hotel, el Felipe II, que es adaptado como centro de formación, con un centenar de habitaciones e instalaciones para la celebración de cursos, reuniones, etcétera.
La extensión de sus actividades, fruto de su creciente presencia en el campo de la formación de dirigentes y el desarrollo de nuevas líneas de presencia, determina la necesidad de añadir nuevas instalaciones, lo que en 1989 desemboca en la adquisición a Patrimonio del Estado del edificio histórico Casa de los Infantes, en estado de práctica ruina, situado a poco más de un centenar de metros del Monasterio de El Escorial. Para la adquisición y subsiguiente rehabilitación, Euroforum debe abrir su accionariado a varias de las empresas que habían ido estrechando sucesivamente su colaboración con la entidad. Se incorporan así como socios, entre otros, Prosegur, El Corte Inglés, Caja Madrid, Banco BISF… La aportación de este último fue decisiva, dado que otorgó un crédito de 300 millones de pesetas, necesario para cerrar la compra por 162 millones y poner en marcha la reconstrucción.
El proyecto del nuevo centro Euroforum Infantes, con un total de 16.000 metros cuadrados, con auditorios, salas de reuniones, aulas y 250 habitaciones corrió a cargo del arquitecto Miguel de Oriol. Las obras se iniciaron en marzo de 1990 y concluyeron catorce meses después, con un coste de 2.400 millones de pesetas, financiados a partes iguales por Caja Madrid y Banco Hipotecario. El acto de inauguración se produjo el 11 de julio de 1991, bajo la presidencia de Sus Majestades los Reyes de España, Don Juan Carlos I y Doña Sofía.
En paralelo a su consolidación y crecimiento, Euroforum avanza en un proceso de institucionalización y entronque con los ámbitos académico y empresarial. Fruto de ello, además de su acuerdo con INSEAD (Fontainebleau), estrecha relaciones e intercambios con otros centros de alcance global (MIT Harvard, London Business School) y la Universidad Complutense de Madrid, a cuyo amparo constituye el Instituto Universitario Euroforum Escorial y para la que se convierte en sede permanente de sus prestigiosos Cursos de Verano. Al Instituto se incorpora también la mayoría de las principales empresas españolas y multinacionales radicadas en España, para varias de las cuales Euroforum organiza e imparte programas específicos de formación para sus dirigentes. Creado mediante Real Decreto 248/93, el Instituto tiene como primer presidente de su Consejo Rector al en aquellos momentos presidente del Parlamento Europeo, Enrique Barón, y reúne entre los miembros a una amplia pluralidad de personalidades de distintos sectores: Giulano Amato, Sol Bacharac, Pedro Ballvé, Enrique Barón Crespo, Jaime Bengúria, Ana Botín, Jesús Caínzos, Juerguen Doenges, Baldomero Falcones, Carlos Ferrer Salat, Carlos Fuentes, Juan Antonio García Díez, Sumantra Goshal, Fernando González Urbaneja, Jorge Hay, Dominique Héau, Carmen Iglesias, Aristóbulo de Juan, Iñaki López de Arriortua, Juan Mateo, José María Michavila, José Manuel Morán, Pedro Navarro, Jerry O´Connel, Marcelino Oreja, Marcial Portela, Manuel Rodríguez Casanueva, Alfredo Sanz, Juan Antonio Sagardoy, Juan Soto, Gustavo Villapalos.

### Publicaciones
Además de su labor formativa, el Euroforum realizó diversas publicaciones periódicas analizando la situación política, económica y social de España
- Euroletter[10] se inicia en 1977 como publicación semanal personalizada que en la transición española se convierte en un elemento clave de información y análisis de la situación social, política y económica en España y en el mundo, dirigida a empresarios, directivos de empresa, líderes políticos y sindicales, profesores de universidad y profesionales liberales, proporciona noticias poco conocidas o bien no difundidas por otros canales o medios de comunicación.

- Spanish Trends inicia su publicación en enero de 1985, como informe mensual en lengua inglesa con el objetivo de dar a conocer las vida empresarial y las características de la sociedad española, con todos los componentes políticos y económicos. Se edita en Madrid y colaboran en ella periodistas europeos y americanos de primera línea y está dirigida a los analistas internacionales que siguen la evolución de España y a los hombres de negocios y empresa que se interesa de lo que sucede en este país.

- Manageris es una síntesis especializada de los mejores libros que se publican en el mundo del management, para hacerlo accesible a los directivos de empresa del entorno de Euroforum.

- Euroforum 1992, en enero de 1986, cuando España iniciaba su camino europeo, se edita esta publicación, que tenía como fin informar sobre los grandes acontecimientos que 1992 traería a España. En 1992 se dejó de publicar.

## Cambio de Rumbo
Sucesivas desavenencias entre los accionistas de Euroforum desembocan en el cese del fundador, Manuel Rodríguez Casanueva, como presidente de la sociedad en 1997 y la toma del control por parte de Prosegur, Caja Madrid y El Corte Inglés, quienes deciden situar al frente de Euroforum al catedrático de la Universidad Complutense de Madrid Eduardo Bueno. El relevo da inicio a una nueva etapa, con cambio sustancial en el modelo de gestión, más centrado en la explotación de los centros como instalación al servicio de las actividades internas de las empresas, reduciendo las restantes líneas de actividad y, entre otras cosas, suprimiendo por completo la línea de publicaciones.
Ese planteamiento persiste hasta enero de 2001, cuando otra entidad dedicada a la formación, el Instituto de Estudios Superiores de la Empresa (IESE), vinculado al Opus Dei, adquiere el 40 por 100 de Euroforum: 20 por ciento a Caja Madrid y 20 por ciento a Prosegur. La operación, sin embargo, tiene una vida efímera y, en julio de 2004, la familia Güt, propietaria de Prosegur decide ejercitar su derecho preferente y adquiere el control de la sociedad al resto de accionistas: IESE, Caja Madrid, BBVA y Banco Santander. Desde ese momento, la presidencia recae en Helena Revoredo Delvecchio, viuda de Güt.

## Etapa Actual
Actualmente, Euroforum manifiesta intención de recuperar el espíritu fundacional y ha reducido sus sedes a Infantes, donde ha acometido (2011) un proyecto de renovación del edificio para adaptarlo a los requerimientos del siglo XXI, de la mano del arquitecto Alfredo Perelló.